# Michael Wesch
Michael Lee Wesch (ur. 22 czerwca 1975 w Fairbury (Nebraska)) – amerykański antropolog kulturowy, profesor na Kansas State University.
Wesch jest szerzej znany jako autor wideoklipu „The Machine is Us/ing Us”, w której stara się przedstawić Web 2.0 i wpływ tej ideologii na interakcje między ludzkie. Do końca 2008 roku oryginalną wersję klipu oglądano ponad 7 milionów razy.
W innych swoich filmach, również publikowanych na YouTube, Wesch prezentuje wyniki swoich badań nad wpływem cyfrowych mediów na ludzi, co nazywa cyfrową etnografią (ang. digital ethnography).
Wesch angażuje również nowe technologie i idee Web 2.0 do procesu nauczania. Stworzył m.in. projekt „World Simulation” (dosł. Symulacja Świata), w którym studenci starali się zasymulować świat na podstawie różnych teorii antropologicznych oraz opracowali dokumentację do wykładów korzystając m.in. z mechanizmów wiki.
20 listopada 2008 Michael Wesch otrzymał tytuł U.S. Professor of the Year nadawany przez CASE i Carnegie Foundation for the Advancement of Teaching.